# Kinga Królik
Kinga Królik (ur. 26 września 1999 w Pabianicach) – polska lekkoatletka specjalizująca się w biegach średnich i długich. Olimpijka z Paryża (2024).
W 2018 zdobyła srebrny medal w biegu na 3000 metrów z przeszkodami podczas młodzieżowych mistrzostw Europy w Tallinnie. Reprezentowała Polskę na igrzyskach olimpijskich w Paryżu (2024) (odpadła w eliminacjach, poprawiając jednak rekord życiowy).
Medalistka mistrzostw Polski seniorów na stadionie (3. miejsce w 2021, 1. miejsce w 2022 i 2. miejsce w 2023) i w hali (2021). Zdobywała złote medale mistrzostw Polski młodzieżowców (2020), juniorów i juniorów młodszych.

## Osiągnięcia
| Rok  | Impreza                                 | Miejsce | Konkurencja                   | Pozycja     | Wynik   |
| ---- | --------------------------------------- | ------- | ----------------------------- | ----------- | ------- |
| 2016 | Mistrzostwa Europy U18                  | Tbilisi | bieg na 2000 m z przeszkodami | eliminacje  | 7:11,08 |
| 2021 | Młodzieżowe mistrzostwa Europy          | Tallinn | bieg na 3000 m z przeszkodami | 2. miejsce  | 9:52,59 |
| 2022 | Mistrzostwa świata                      | Eugene  | bieg na 3000 m z przeszkodami | eliminacje  | 9:44,74 |
| 2024 | Mistrzostwa Europy                      | Rzym    | bieg na 3000 m z przeszkodami | 13. miejsce | 9:37,63 |
| 2024 | Igrzyska olimpijskie                    | Paryż   | bieg na 3000 m z przeszkodami | eliminacje  | 9:26,61 |
| 2025 | I dywizja drużynowych mistrzostw Europy | Madryt  | bieg na 3000 m z przeszkodami | 3. miejsce  | 9:49,80 |

## Rekordy życiowe
- Bieg na 1500 metrów – 4:09,70 (21 czerwca 2025, Dessau-Roßlau)
- Bieg na 10 000 metrów – 33:16,11 (23 kwietnia 2022, Międzyrzecz)
- Bieg na 3000 metrów z przeszkodami – 9:22,14 (30 maja 2025, Bydgoszcz)